# Josef Vilém z Nostic
Josef Vilém hrabě z Nostic-Rokytnice též z Nostitz (německy Joseph Wilhelm Graf von Nostitz-Rokitnitz, 27. července 1706 Vídeň – 10. ledna 1787 Praha) byl český šlechtic z původně slezského rodu Nosticů. Vlastnil rozsáhlé statky v Orlických horách a zastával postupně řadu vysokých úřadů v rakouských zemích a později v Českém království.

## Původ a kariéra
Pocházel z rokytnické větve Nosticů označované jako Nostitz-Rokitnitz, byl synem hraběte Jana Karla z Nostic (1673–1740) a jeho první manželky Marie Maxmiliány ze Sinzendorfu (1675–1718). 
Se svým mladším bratrem Karlem Antonínem (1708–1740) strávil osm let na kavalírské cestě po Evropě. Z Vídně vyrazili do Itálie a až do roku 1726 studovali v Římě. Mezitím podnikli několik výletů po historických italských městech, po roce 1726 cestovali po Německu a Itálii, několik měsíců pobývali v Paříži a Bruselu, nakonec se přes Německo vrátili do Vídně.
Počátek jeho kariéry ve státních úřadech souvisel s příbuzenskými vazbami na kancléře Bedřicha Viléma Haugwitze (1702–1765), který byl jeho švagrem. Na počátku 40. let 18. století spolu působili ve Slezsku, od roku 1747 byl Nostic viceprezidentem stavovské reprezentace v Kraňsku a v roce 1749 se stal prezidentem komory v Korutanech. 
Od roku 1750 až do smrti pak působil v nejvyšších úřadech zemské správy Českého království. Nejprve byl prezidentem apelačního soudu (1750–1757), poté nejvyšším sudím (1757–1760) a nakonec nejvyšším komorníkem Českého království (1760–1787). Mimoto byl c. k. tajným radou a komořím.

### Rodina a majetkové poměry

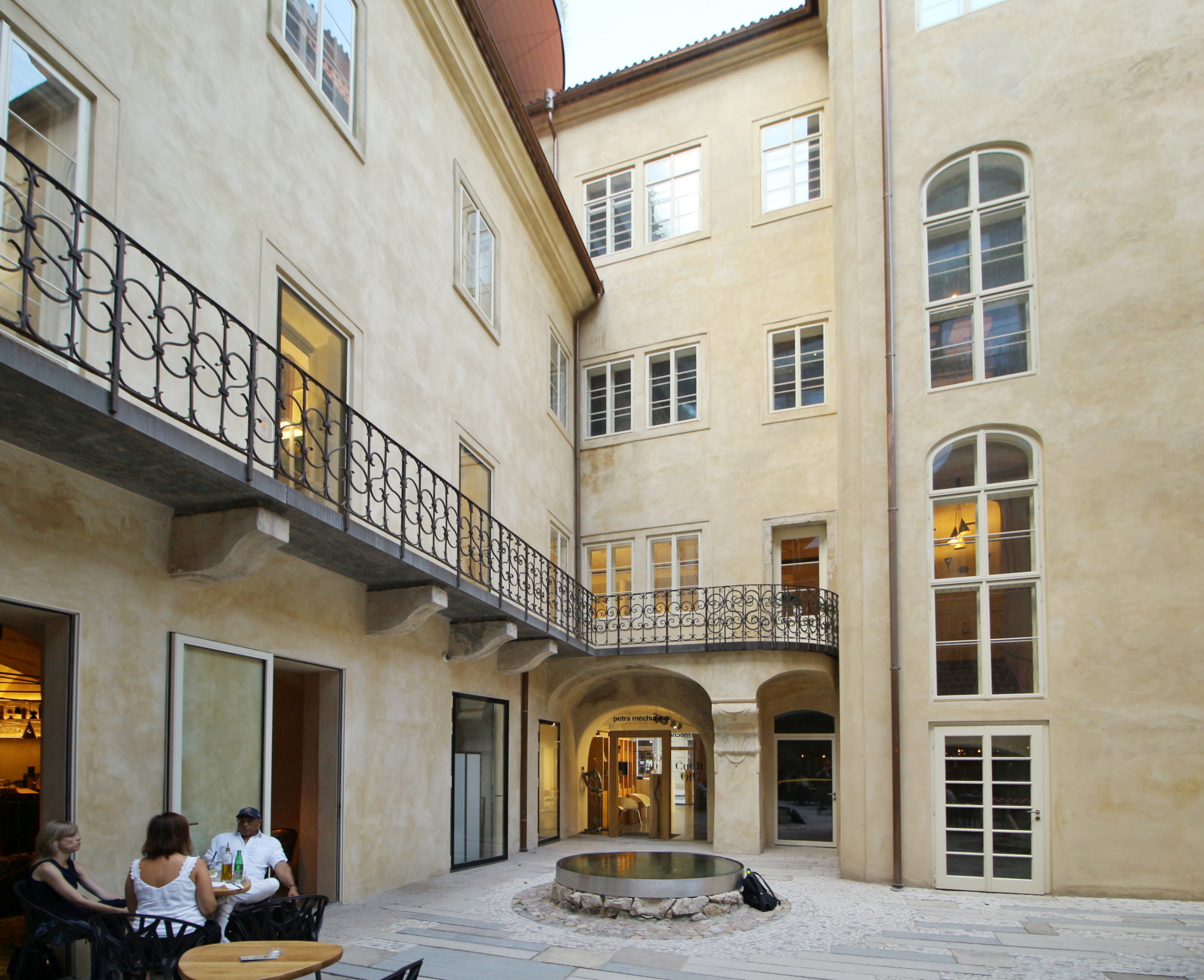
Nádvoří pražského Nosticova domu

Po otcově úmrtí zdědil majetek ve východních Čechách (Rokytnice v Orlických horách) a také ve Slezsku (Lobris, nyní Luboradz v Polsku). V Praze sídlil v paláci v Mikulandské ulici. 
V roce 1739 se oženil s Marií Luisou von Metsch (1720–1762), dcerou říšského vicekancléře hraběte Jana Adolfa von Metsch. Měli spolu tři děti, dvě dcery zemřely v dětském věku, nástupcem se stal jediný syn Jan Nepomuk Josef (1740–1808), který původně sloužil ve francouzské armádě a díky vlastnictví statků ve Slezsku přešel později do služeb pruského krále.